# Steve Di Giorgio

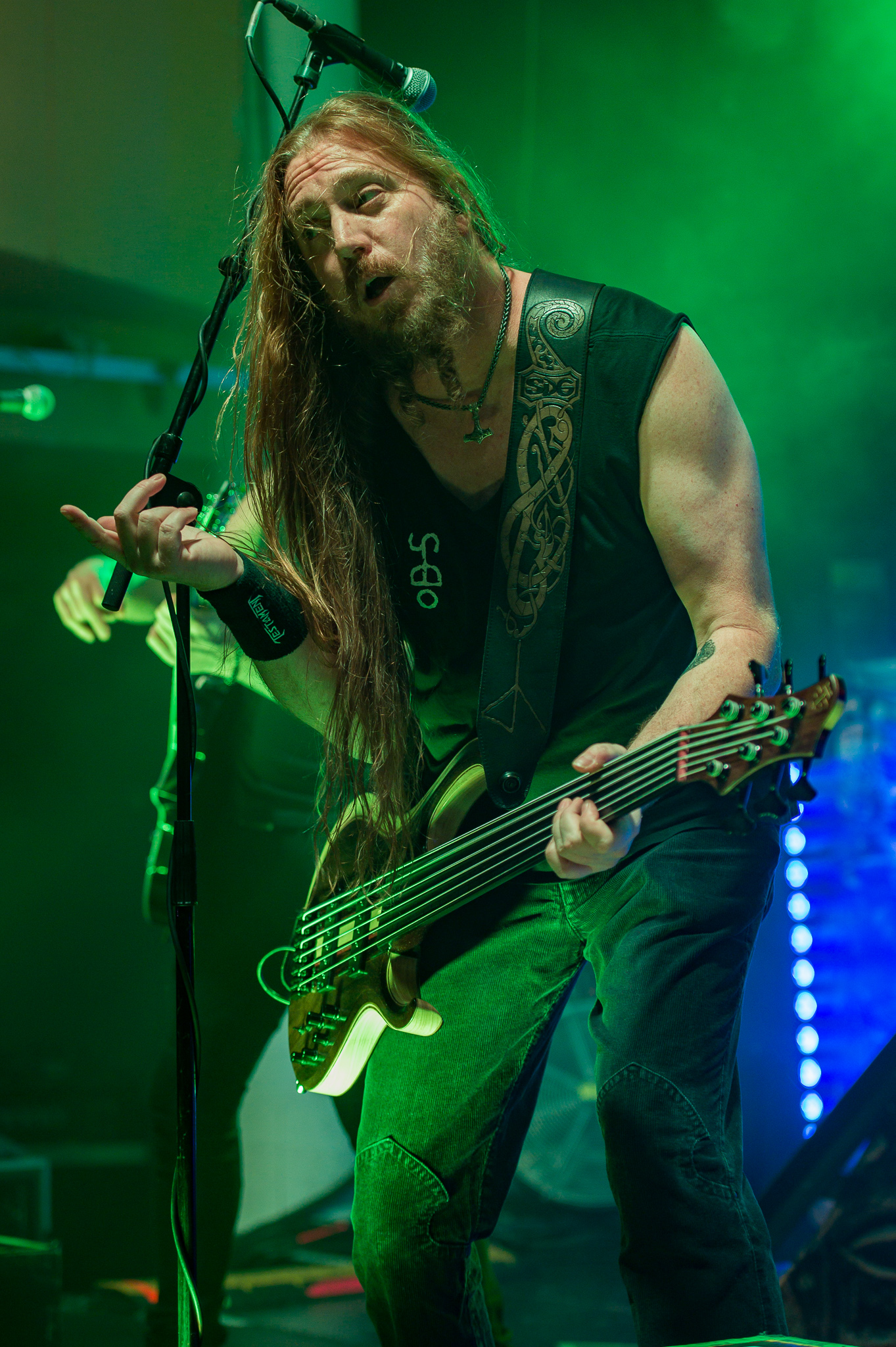
Steve Di Giorgio, 2017

Steve Di Giorgio (* 7. November 1967 in Waukegan, Illinois) ist ein US-amerikanischer Metal-Bassist.
Seine musikalische Karriere begann er bei der Bay-Area-Thrash-Metal-Band Sadus. Außerdem spielte er noch für Bands wie Death, Control Denied, Testament, Obscura, Iced Earth und andere.
Sein hohes technisches Spielniveau sowie die außergewöhnliche Charakteristik seines Spielstils brachten Di Giorgio auch über die Metal-Szene hinaus eine weitere Bekanntheit ein. So wirkt er z. B. in der Jazz-Band Dark Hall mit.

## Spielstil
Di Giorgios Spielstil zeichnet sich vor allem durch seine schnelle Dreifingertechnik aus. Statt mit zwei Fingern zu spielen, wie normalerweise üblich (Zeige- und Mittelfinger), nutzt Steve seinen Ringfinger um sehr schnelle 16tel-Läufe zu verwirklichen. Auch sehr typisch und ungewöhnlich ist sein Einsatz von Fretless-Bässen in den mitunter brachialen Musikgenres, in denen er als Bassist agiert.

## Diskographie
- Sadus – D.T.P.
- Sadus – Illusions
- Autopsy – Severed Survival
- Sadus – Swallowed in Black
- Death – Human
- Autopsy – Fiend for Blood
- Sadus – A Vision of Misery
- Death – Fate: The Best of Death
- Death – Individual Thought Patterns
- Sadus – Chronicles of Chaos
- Sadus – Elements of Anger
- James Murphy – Feeding the Machine
- Testament – The Gathering
- Control Denied – The Fragile Art of Existence
- Dark Hall – demo
- Iced Earth – Horror Show
- Dragonlord – Rapture
- Testament – First Strike Still Deadly
- Vintersorg – Visions from the Spiral Generator
- Vintersorg – The Focusing Blur
- Artension – Future World
- Takayoshi Ohmura – Nowhere to Go
- Painmuseum
- Lunaris – Cyclic
- Quo Vadis – Defiant Imagination
- Rob van der Loo
- Sampler – Roadrunner United – Constitution Down (Fretless Bass), Annihilation by the Hands of God (Fretless Bass)
- Sadus – Out for Blood
- Soen – Cognitive
- Futures End – Memoirs of a Broken Man